# Piper sandianum
Piper sandianum är en pepparväxtart som beskrevs av C. Dc.. Piper sandianum ingår i släktet Piper och familjen pepparväxter. Inga underarter finns listade i Catalogue of Life.